# Materialismus und Empiriokritizismus
Materialismus und Empiriokritizismus ist eine polemische Auseinandersetzung von Wladimir Iljitsch Lenin mit der damaligen Naturphilosophie, die er im Untertitel kennzeichnet als „Kritische Bemerkungen über eine reaktionäre Philosophie“.

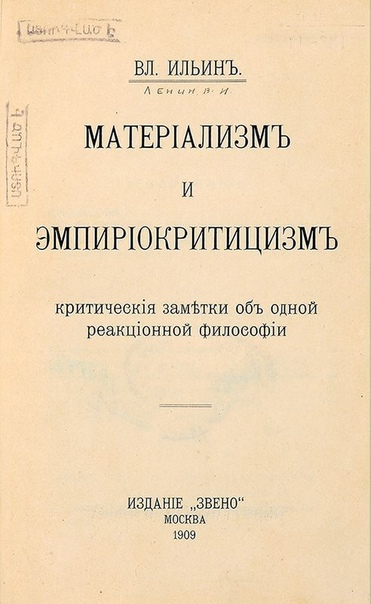
Titelseite der ersten Ausgabe von Lenins Materialismus und Empiriokritizismus, veröffentlicht 1909 in Moskau unter dem Pseudonym Vl. Ilyin.

## Anlass und Anliegen
Im Vorwort zur ersten Auflage schrieb Wladimir Iljitsch Uljanow unter seinem Pseudonym „Lenin“ im September 1908, dass im Laufe des Jahres eine ganze Anzahl von Autoren, die sich als „Marxisten“ bezeichnen, einen wahrhaften Feldzug gegen den Marxismus führten. Er nennt Beiträge zur Philosophie des Marxismus, (St. Petersburg 1908, russ.) mit Aufsätzen von W. Basarow, A. Bogdanow, A. Lunatscharski, J. Berman, O. Helfond, P. Juschkewitsch, S. Suworow; ferner Materialismus und kritischer Realismus von Juschkewitsch (Petersburg 1908, russ.), Die Dialektik im Lichte der modernen Erkenntnistheorie von Berman (Petersburg 1908, russ.) und Die philosophischen Konstruktionen des Marxismus von N. Valentinow (1908, russ.). Lenin wirft diesen Autoren vor, unter dem Deckmantel, die neueste „Philosophie der Naturwissenschaften“ einzuführen, den dialektischen Materialismus von Karl Marx und Friedrich Engels über Bord zu werfen. Das ginge so weit, dass sogar offen die Position des Fideismus übernommen würde.
Im Vorwort zu ersten Auflage vom September 1908 schreibt Lenin: „…ich habe es mir in den folgenden Aufzeichnungen zur Aufgabe gemacht, herauszufinden, worüber die Leute gestolpert sind, die uns ein so unglaublich wirres, verdrehtes und reaktionäres Zeug als Marxismus auftischen.“ Im Vorwort zur zweiten Auflage vom 2. September 1920 nennt Lenin seine philosophischen Gegner „Machisten“ (gemäß den philosophischen Lehren von Ernst Mach).
„Statt einer Einleitung“ hat Lenin einen philosophiegeschichtlichen Rückblick vorgeschaltet: „Wie manche ‚Marxisten‘ im Jahre 1908 und manche Idealisten im Jahre 1710 den Materialismus widerlegten“. Lenin geht in seiner Darstellung der philosophischen Kontroverse zwischen Materialismus und Idealismus zurück bis auf George Berkeley, David Hume, Denis Diderot und d’Alembert.
Den philosophischen Grundwiderspruch zwischen Idealismus und Materialismus formuliert Lenin wie folgt:

„Materialismus ist die Anerkennung der ‚Objekte an sich‘ oder der Objekte außerhalb des Geistes; die Ideen und Empfindungen sind Kopien oder Abbilder dieser Objekte. Die entgegengesetzte Lehre (Idealismus) sagt: die Objekte existieren nicht ‚außerhalb des Geistes‘; sie sind ‚Verbindungen von Empfindungen‘.“

Das Manuskript von Friedrich Engels, das als "Dialektik der Natur" bekannt ist, lagerte dreißig Jahre lang in Archiven der deutschen Sozialdemokratie und wurde erst im Jahre 1925 in der Sowjetunion veröffentlicht. Lenin hat es im Gegensatz zum Anti-Dühring und anderen Arbeiten von Engels nicht gekannt und konnte demnach bei der Abfassung seiner philosophischen Abhandlung nicht darauf zurückgreifen.

## Die einzelnen Kapitel
In Kapitel I: Die Erkenntnistheorie des Empiriokritizismus und des Dialektischen Materialismus I behandelt Lenin sodann den „Solipsismus“ von Mach und Avenarius sowie von dessen Schülern Petzoldt und Willy.
In Kapitel II: Die Erkenntnistheorie des Empiriokritizismus und des Dialektischen Materialismus II konfrontiert Lenin Tschernow und Basarow mit den Auffassungen von Ludwig Feuerbach, Joseph Dietzgen und Friedrich Engels und äußert sich zum Kriterium der Praxis in der Erkenntnistheorie.
In Kapitel III: Die Erkenntnistheorie des Empiriokritizismus und des Dialektischen Materialismus III sucht Lenin „Materie“ und „Erfahrung“ zu definieren und behandelt die Fragen der Kausalität und Notwendigkeit in der Natur sowie „Freiheit und Notwendigkeit“ und das „Prinzip der Denkökonomie“.
In Kapitel IV: Die philosophischen Idealisten als Mitstreiter und Nachfolger des Empiriokritizismus beschäftigt sich Lenin mit der linken und rechten Kantkritik, mit der Immanenzphilosophie, Bogdanows Empiriomonismus und der Kritik von Hermann von Helmholtz an der „Theorie der Symbole“.
In Kapitel V: Die neueste Revolution in der Naturwissenschaft und der philosophische Idealismus setzt sich Lenin mit der These auseinander, durch die „Krise der Physik“ sei „die Materie verschwunden“. Er spricht in diesem Zusammenhang von einem „physikalischen Idealismus“ und stellt fest (auf S. 260): "Denn die einzige „Eigenschaft“ der Materie, an deren Anerkennung der philosophische Materialismus gebunden ist, ist die Eigenschaft, objektive Realität zu sein, außerhalb unseres Bewußtseins zu existieren."
In Kapitel VI: Empiriokritizismus und historischer Materialismus geht Lenin auf Autoren ein wie Bogdanow, Suworow, Ernst Haeckel und Ernst Mach.
In einem Zusatz zu Kapitel IV geht Lenin auf die Frage ein: „Von welcher Seite kritisierte N. G. Tschernyschewski den Kantianismus?“

## Kritik
Laut Wiktor Jerofejew wies Nikolai Berdjajew bei einer kritischen Lektüre des Werkes Hunderte von Ungereimtheiten und Fehlern nach. Damit habe er sich Lenins Hass zugezogen, der Zweifel an seiner philosophischen Meisterschaft nicht ertragen habe.
Der niederländische Astronom und Kommunist Anton Pannekoek befasste sich in seinem 1938 vorsichtshalber unter dem Pseudonym „John Harper“ erschienenen, später ins Englische, Französische und Niederländische übersetzten Buch Lenin als Philosoph. Kritische Betrachtung der philosophischen Grundlagen des Leninismus vor allem mit Materialismus und Empiriokritizismus. Er stellte unter anderem Zitate von Mach und Avenarius den Urteilen von Lenin gegenüber und hielt Lenin vor, beider Anliegen gar nicht verstanden zu haben.
Der marxistische Philosoph Karl Korsch warf Lenin vor, infolge der Rückständigkeit Russlands in einer starr-dualistischen Sicht von Materie und Geist steckengeblieben zu sein. Damit habe er das Marx’sche, dialektische Verständnis von Sein und Bewusstsein aufgegeben und in der Konsequenz auch das dialektische Verhältnis von Theorie und Praxis.
Wolfhard von Boeselager sah Materialismus und Empiriokritizismus vor allem als eine polemische Streitschrift gegen die russischen Machisten, Lenin stelle deshalb „eigene Gedanken meistens nur indirekt und unsystematisch“ dar. „Es wäre eine besondere Untersuchung wert, zu klären, in wieweit Lenin überhaupt irgendwelche philosophischen Gedanken konsequent oder originell durchgedacht hat, wie gross er also als Philosoph war.“
In seiner 1910 veröffentlichten Antwort kritisiert Alexander Alexandrowitsch Bogdanow, dass Lenin die Philosophie auf eine Ideologie reduziere. „Bogdanows Erwiderung“ zeige in „kurzer gebündelter Form einzelne argumentative Schwächen Lenins auf“ und widerlege „die Annahme einer auf Lenins Text aufgebauten marxistischen Erkenntnistheorie“.

## Ausgabe
- W. I. Lenin: Materialismus und Empiriokritizismus. Kritische Bemerkungen über eine reaktionäre Philosophie. Verlag für fremdsprachige Literatur, Moskau 1947. (Dies ist eine deutsche Übersetzung durch Frida Rubiner, die der vom Marx-Engels-Lenin-Institut in Moskau herausgegebenen neuen russischen Auflage entspricht.)
- W. I. Lenin: Werke Band 14. Dietz-Verlag, Berlin 1956–1972.